# Леван (полисахарид)
Леваны — группа природных фруктанов, присутствующий во многих растениях и микроорганизмах. Это полимер фруктозы, образующей запасной полисахарид, состоящий из многих сотен тысяч мономеров.

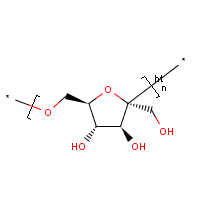
Мономер левана.

Самым коротким леваном является 6-кестоза, которая представляет собой цепь из трёх молекул фруктозы с несколькими лишними атомами на одном из сегментов.
Разветвленный леван имеет тенденцию быть более стабильным, чем линейная структура.
Леван синтезируется археями, грибами, бактериями и ограниченном числе видов растений. Фруктаны, такие как леван, синтезируются из сахарозы, дисахарида, содержащего глюкозу и фруктозу.
Леван был впервые обнаружен в результате исследования натто, традиционного японского блюда. В 1881 году Липпманн впервые обнаружил «lävulan» (леван) как оставшуюся камедь из патоки при производстве сахарной свеклы. Позже, в 1901 году, Грейг-Смит придумал название «леван», основываясь на левовращающих свойствах этого вещества в поляризованном свете.